# Lesben- und Schwulenverband in Deutschland
Lesben- und Schwulenverband in Deutschland e. V. (LSVD) (čes. Sdružení leseb a gayů v Německu) je největší LGBT organizace v Německu. Jejími členy je více než 4 000 jednotlivců a 100 organizací.